# Simon Bonney
Pour les articles homonymes, voir Bonney.
Simon Bonney est un musicien australien de rock, chanteur du groupe australien Crime and the City Solution, groupe prétexte à l'interprétation de ses chansons, formé en 1977 à Sydney (la composition du groupe n'a connu que Simon comme membre constant). En 1979, le groupe déménage de Sydney à Melbourne, puis se sépare pour une période de cinq ans de déprime, désolation et désespoir ; Simon vivait déjà en compagnie de sa future femme, Adams Bronwyn (membre de Crime and the city solution), avec qui il déménagea à Londres en 1984. Epaulé par Mick Harvey et quelques autres musiciens du groupe des Bad Seeds, il reforme son groupe de façon brève, pour s'en séparer à nouveau au début des années 1990.
En juin 1991, il déménagea avec sa famille aux États-Unis, à Los Angeles, et deux albums solo enregistrés à Nashville dans l'État du Tennessee ont été publiés chez Mute Records (en 1992 et en 1996). Simon est devenu le père de Rose-Lee et Ben ; en 2002 sa famille et lui retournèrent vivre en Australie. Simon s'est engagé dans le domaine du cinéma et du son, pour lequel il poursuit des études.
Un troisième album (dont un des titres probables est Eyes of Blue) a été enregistré à Detroit dans le Michigan, mais n'est à ce jour jamais paru. En février 2009, le clip de la chanson Eyes of Blue fut mise en ligne sur YouTube. Exactement un an plus tard, en février 2010, trois chansons (Eyes of Blue, Annabelle-Lee et Can't Believe Anymore) sont rendues publiques par le site Myspace de Simon. Ses activités musicales sont depuis lors basée à Detroit, où il se produit régulièrement aux côtés de groupes locaux (Outrageous Cherry et The Volebeats).

## Discographie Solo

### Participations
Les chansons All God's children et Travellin' on, chansons toutes deux composées par Simon, sont parues sur la bande originale du film Si loin, si proche ! de Wim Wenders, en 1992.
Il apparait dans le film de Wim Wenders, les ailes du désir, en interprétant un des titres de l'album Room of lights, "Six bells shime".

### Albums
- Forever (1992)
- Everyman (1996), album à la musique teintée de country, partiellement enregistré au Texas, à Austin